# Paduniella mahindra
Paduniella mahindra är en nattsländeart som beskrevs av Schmid 1958. Paduniella mahindra ingår i släktet Paduniella och familjen tunnelnattsländor. Inga underarter finns listade i Catalogue of Life.